# Chamaedorea falcifera
Chamaedorea falcifera är en enhjärtbladig växtart som beskrevs av Harold Emery Moore. Chamaedorea falcifera ingår i släktet Chamaedorea och familjen Arecaceae.
Artens utbredningsområde är Guatemala. Inga underarter finns listade i Catalogue of Life.